# Лютнева музика XVI–XVII століть
«Лютнева музика XVI–XVII століть» (рос. Лютневая музыка XVI–XVII вв.) — платівка із записами творів для лютні, випущена 1972 року радянською фірмою «Мелодія». Попри указані на обкладинці ренесансні автори, справжнім композитором майже усіх творів виявився радянський гітарист й лютнист Володимир Вавілов (1925–1973).

## Список композицій
1. Франческо Канова да Мілано — Canzona And Dance / Канцона і танець
2. Народна музика XVI століття — Spandogletta / Спандольєтта
3. Джуліо Каччіні — Ave Maria
4. Н. Ніґріно — Ricercare / Ричеркар
5. Вінченцо Галілей — Padoana And Galliard / Павана і Гальярда
6. Ганс Найзідлер — Chaconne / Чакона
7. Англійська народна пісня XVI століття — Green Sleeves' And Galliard / «Зелені рукави» і Гальярда
8. Старофранцузький народний танець — Tourdion / Турдьон
9. Жан Антуан Баїф — Pasturella / Пастурелла
10. Деніс Ґотьє — Gavotte / Гавот

### Видання на CD
1. Сюїта для лютні: Канцона і Танець 
  (автор музики: Франческо да Мілано)
2. Спандольетта (народна музика XVI століття)
3. Ave Maria 
  (автор музики: Джуліо Каччіні)
4. Річеркар 
  (автор музики: Ніколо НІГРІН)
5. Сюїта для лютні: Павана і Гальярда 
  (автор музики: Вінченцо Галілей)
6. Чакона 
  (автор музики: Ганс Найзідлер)
7. «Зелені рукави» и Гальярда (англійська народна лютнева музика)
8. Турдьон (старовинний французький народний танець)
9. Пастурелла 
  (автор музики:  Жан Байф)
10. Гавот 
  (автор музики:  Дені Готьє)
11. Шансон «De Mon Triste Desplasir» 
  (автор музики: Франческо да Мілано)
12. Фантазія «De Mon Triste» 
  (автор музики: Франческо да Мілано)
13. Річеркар № 74 
  (автор музики: Франческо да Мілано)
14. Річеркар № 51 
  (автор музики: Франческо да Мілано)
15. Річеркар № 30 
  (автор музики: Франческо да Мілано)

## Містифікація
Більшість указаних у платівці композицій — музичні твори XVI–XVII століть.
Але дослідники виявили, що справжнім композитором майже усіх творів, за винятком «Зелених рукавів», був Володимир Вавілов. Причиною для такої містифікації було те, що на той час державна фірма грамплатівок не випустила б диск маловідомого лютниста. Тому Вавілов, який дуже хотів, щоб музику почули слухачі, пішов на хитрість і приписав авторство своїх творів композиторам доби Ренесансу й «невідомим авторам».
Згодом його дочка, Тамара Володимирівна, згадувала:

| «Батько був упевнений, що твори безвісного самоучки з банальним прізвищем „Вавілов“ ніколи не видадуть. Але він дуже хотів, щоб його музика стала відомою. Це було йому набагато важливіше, ніж популярність його прізвища»[1] |

## Канцона і танець
Слухачі після виходу платівки одразу звернули увагу на кілька творів: «Ричеркар», англійську народну пісню «Зелені рукави», «Ave Maria». Але найпопулярнішою стала, безперечно, сюїта для лютні «Канцона».
«Канцона» пізніше стала музикою пісні на слова Анрі Волохонського «Рай», більш відомої як рос. «Город золотой» або рос. «Над небом голубым», яку виконували Олексій Хвостенко, Борис Гребенщиков та інші.